# Killer (sång)
Killer är en sång skriven av Adamski och Seal. Adamski släppte den som singel den 21 mars 1990 och den återfinns på hans album Doctor Adamski's Musical Pharmacy. "Killer" erövrade förstaplatsen på brittiska singellistan, medan den nådde femte plats på Sverigetopplistan.
Seal utgav en egen version som singel den 4 november året därpå och den finns med på hans debutalbum Seal. Seals version nådde åttonde plats på brittiska singellistan.